# Parc national de Cát Bà
 (août 2020).
Si vous disposez d'ouvrages ou d'articles de référence ou si vous connaissez des sites web de qualité traitant du thème abordé ici, merci de compléter l'article en donnant les références utiles à sa vérifiabilité et en les liant à la section « Notes et références ».
Le parc national de Cat Ba (en vietnamien: vườn quốc gia Cát Bà) est une réserve naturelle du nord du Viêt Nam situé à l'île de Cat Ba, la plus grande des îles de la baie d'Along. Fondé en 1986, le parc s'étend sur 280 km2.

Il est caractérisé par sa végétation subtropicale et abrite des serpents aquatiques, des pythons et des geckos. On aperçoit aussi des dauphins le long des côtes. Une espèce rare de singes endémiques y vit, Trachypithecus poliocephalus, ou langur à tête dorée. Elle est protégée depuis l'an 2000.

Semnopithèque ou langur Trachypithecus poliocephalus
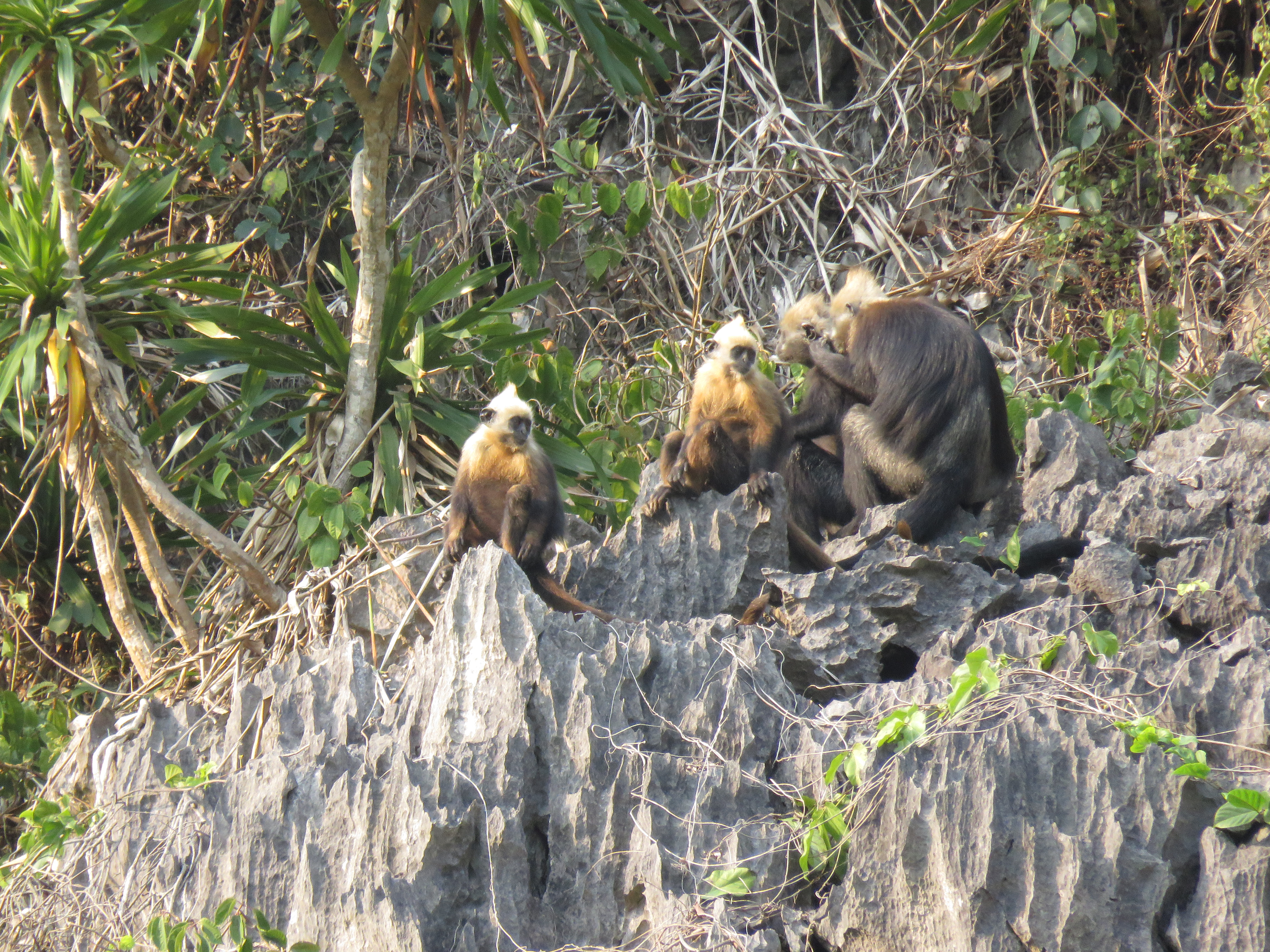
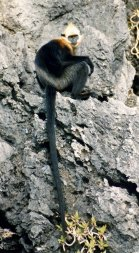
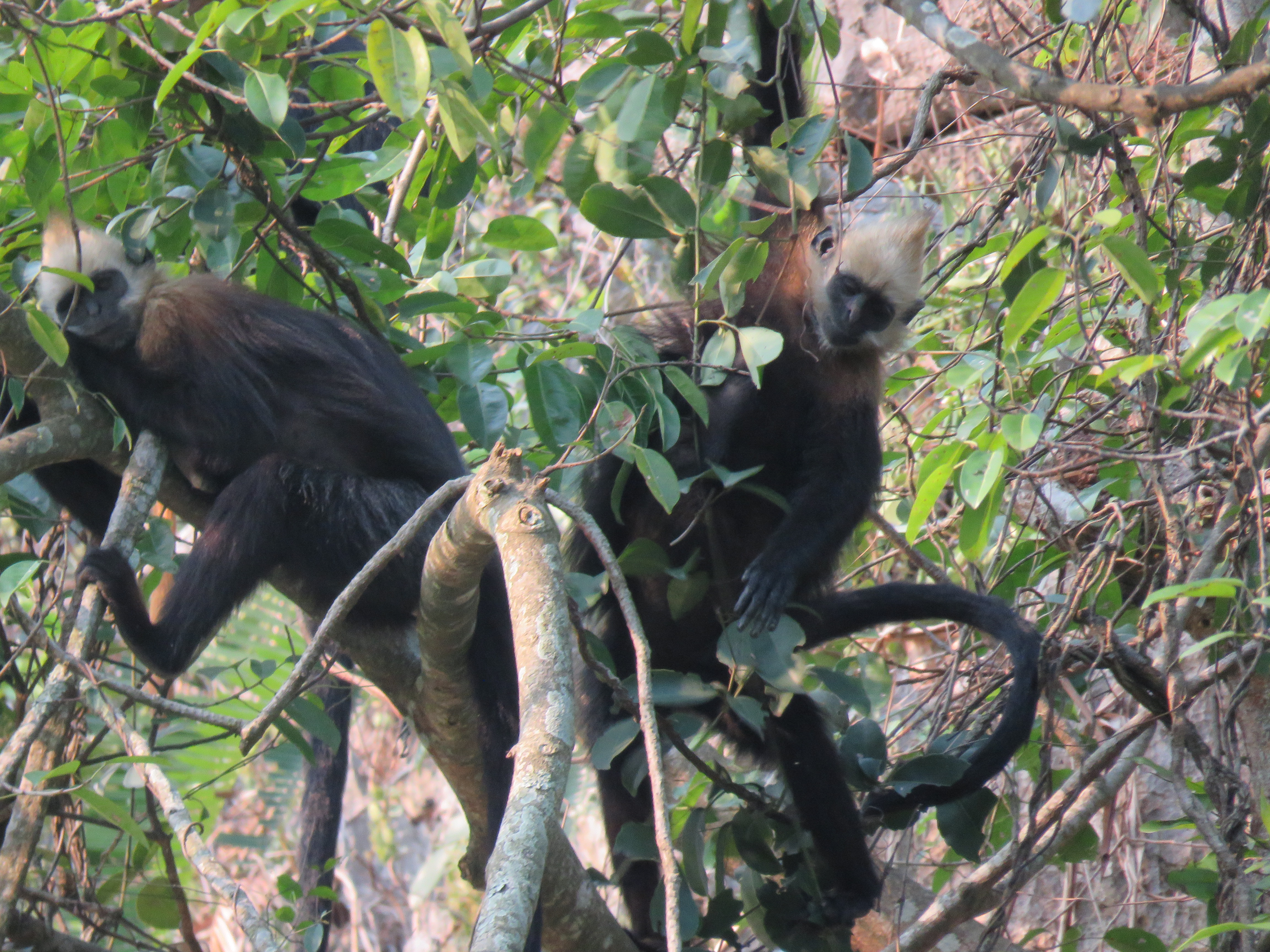
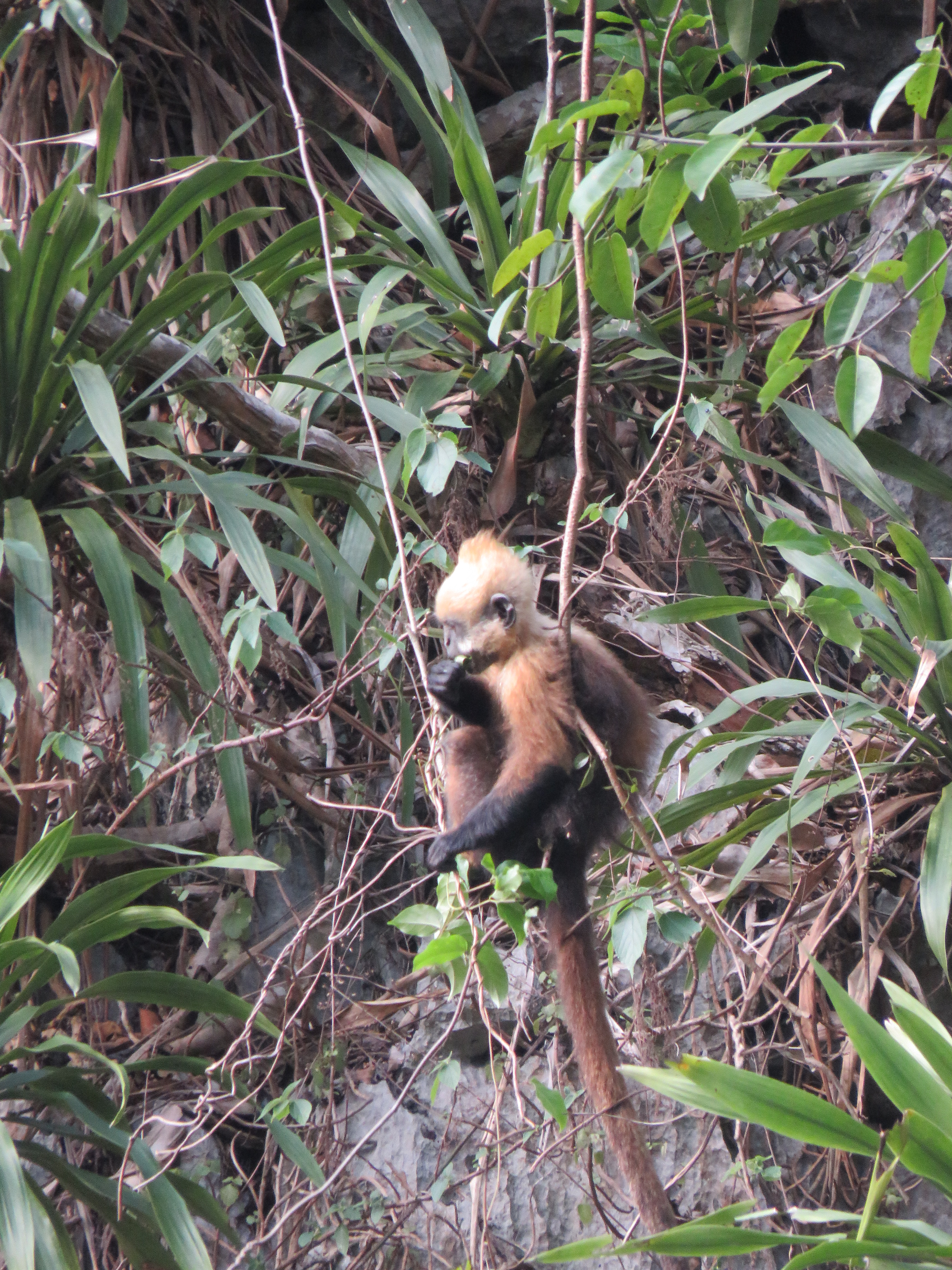
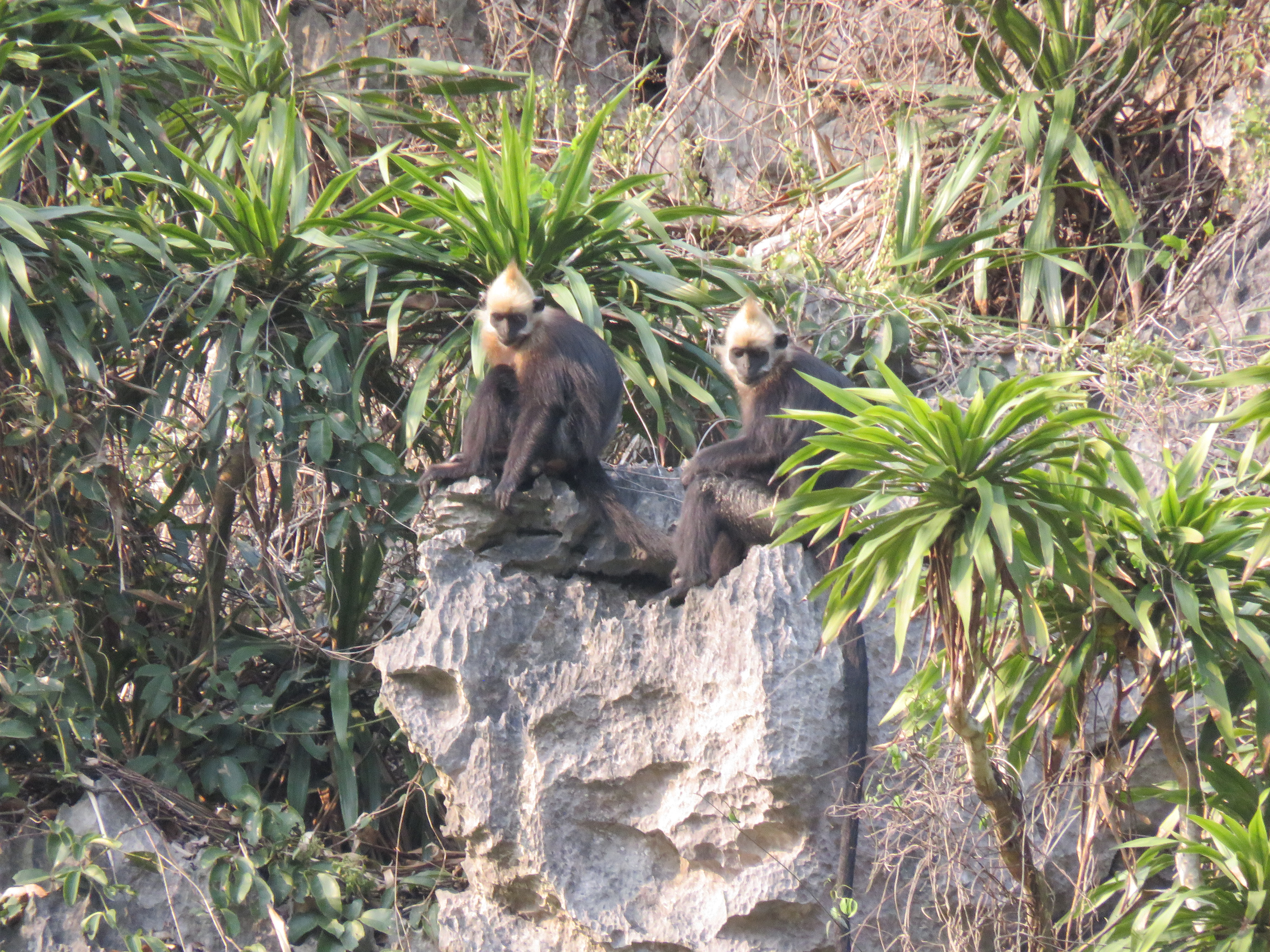

Une piste de promenade de dix-huit kilomètres est ouverte pour les touristes.

## Histoire

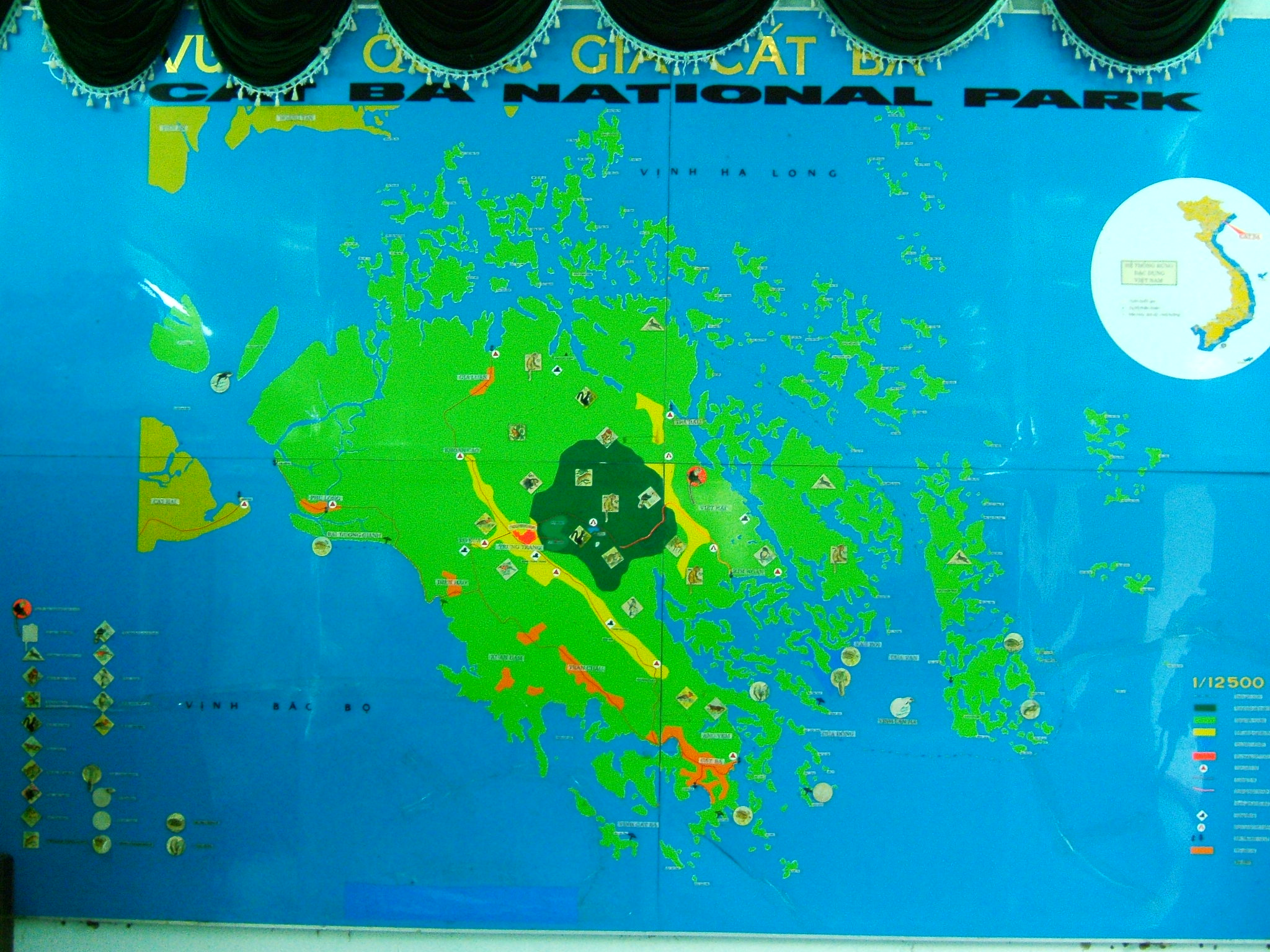
Carte du parc national du Cát Bà

Le parc national de Cát Bà a été créé le 31 mars 1986 en vertu de la décision n° 79/CP du Conseil des ministres du Viêt Nam. Depuis le milieu des années 1990, le parc est devenu une destination touristique très prisée des riches touristes chinois et vietnamiens. Du fait de la demande grandissante pour la médecine traditionnelle en Asie, du développement de l'île pour accueillir les touristes et l'exploitation forestière, ces facteurs ont conduit sur la biodiversité à la quasi-extinction du langur à tête blanche, dont le nombre a chuté de 2600 individus à seulement 40 individus en 2003. En 2016, avec des actions sur la protection de la biodiversité, on compte une amélioration de la population du langur à tête blanche à 67 individus.

## Géographie
Le parc national de Cát Bà est situé au large de la côte nord-est du Viêt Nam, près de la grande ville de Haïphong, et couvre la majeure partie de l'île de Cát Bà. L'île est principalement constituée de calcaire avec des vallées étroites, d'une dense jungle et de nombreuses collines accidentées dont l'altitude peut atteindre 500 mètres.

## Nature

### La flore

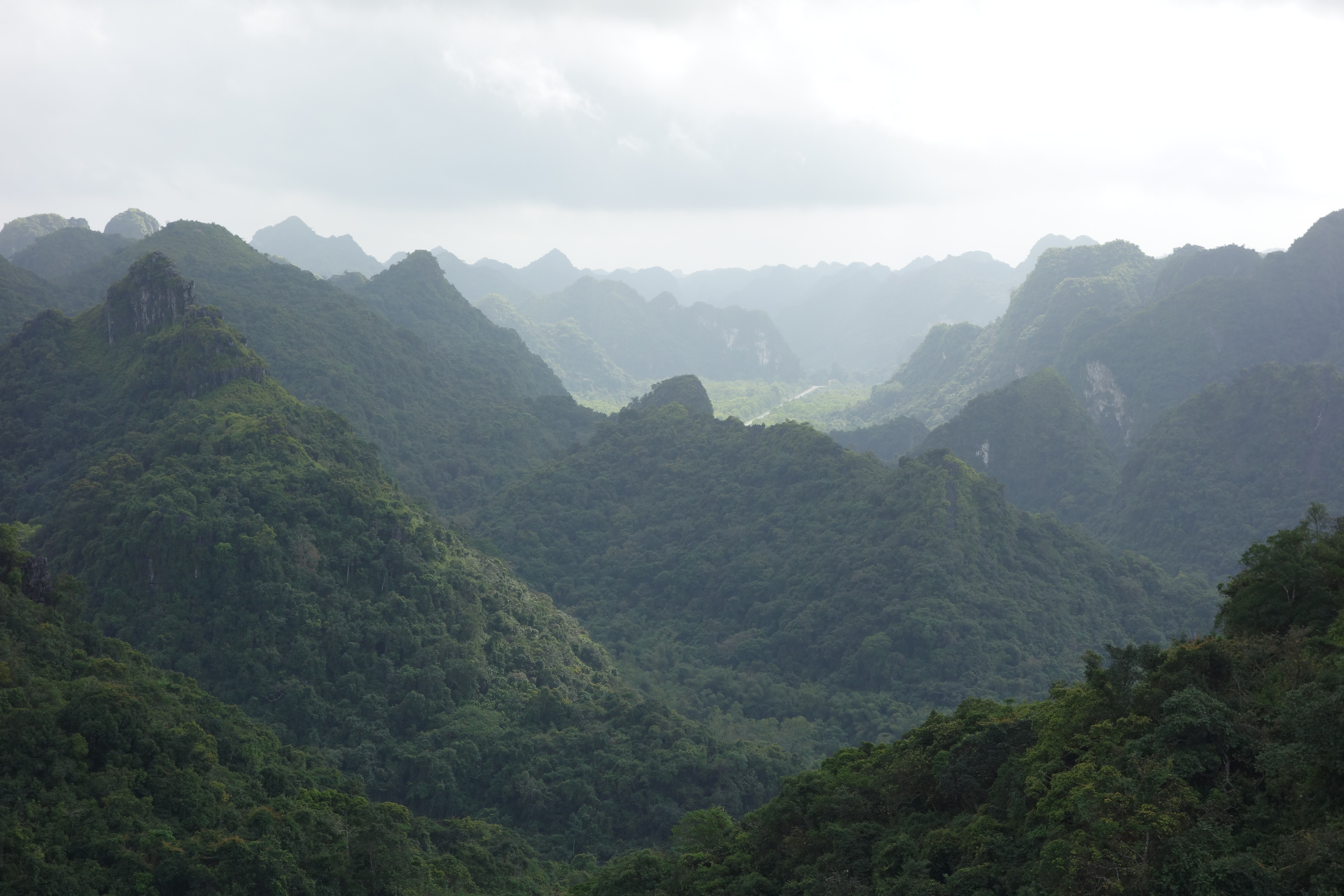
Vue du paysage du parc national de Cát Bà

Plus de 1 500 espèces de plantes ont été recensées dont 118 arbres et 160 plantes aux propriétés médicinales.

### La faune
Jusqu'à présent, 282 espèces ont été enregistrées. Elles comprennent 32 espèces de mammifères, 78 espèces d'oiseaux, 20 espèces de reptiles et d'amphibiens, 98 espèces de zooplancton, 196 espèces de poissons marins et 177 espèces de coraux. Les mammifères les plus fréquemment observés sont la civette, le cerf, le macaque et l'écureuil. L'île se trouve sur une voie de migration majeure pour les oiseaux aquatiques qui se nourrissent et se reposent dans les forêts de mangroves.